# Mirko Kokotović
Mirko Kokotović (Lukavac, 15. travnja 1913. – Zagreb, 15. studenog 1988.), hrvatski nogometni reprezentativac, prvi kapetan hrvatske nogometne reprezentacije.

## Klupska karijera
Dolaskom u Zagreb 1925. godine počinje igrati za juniore Maksimira. Od 1929. godine igra za zagrebački Građanski. Cijelu seniorsku igračku karijeru proveo je u zagrebačkom Građanskom, te nakom njegova raspuštanja u Dinamu. U Građanskom je u prvoj momčadi debitirao već sa 16. godina i s njim osvojio tri naslova prvaka, 1937., 1940. i 1943., te s Dinamom jedan, 1948. Bio je kapetan Građanskog i prvi kapetan Dinama.

## Reprezentativna karijera
Za Jugoslavensku reprezentaciju debitriao je s 18 godina. Odigrao je 40 utakmica za reprezentaciju Zagreba, jednu za "B" i 23 za "A" reprezentaciju Jugoslavije. Postigao je 2 pogotka za hrvatsku reprezentaciju u 15 nastupa od 1940. do 1944., od kojih je 6 bio kapetan reprezentacije.

## Trenerska karijera
Nakon završetka igračke karijere 1949. nastavlja raditi kao trener u klubovima NK Dinamo Zagreb, NK Odred Ljubljana, FK Borac Banja Luka, NK Lokomotiva Zagreb, FK Velež Mostar, NK Varteks Varaždin, FK Kozara Bosanska Gradiška, a radio je i u Turskoj, Grčkoj i na Cipru.